# ReverbNation

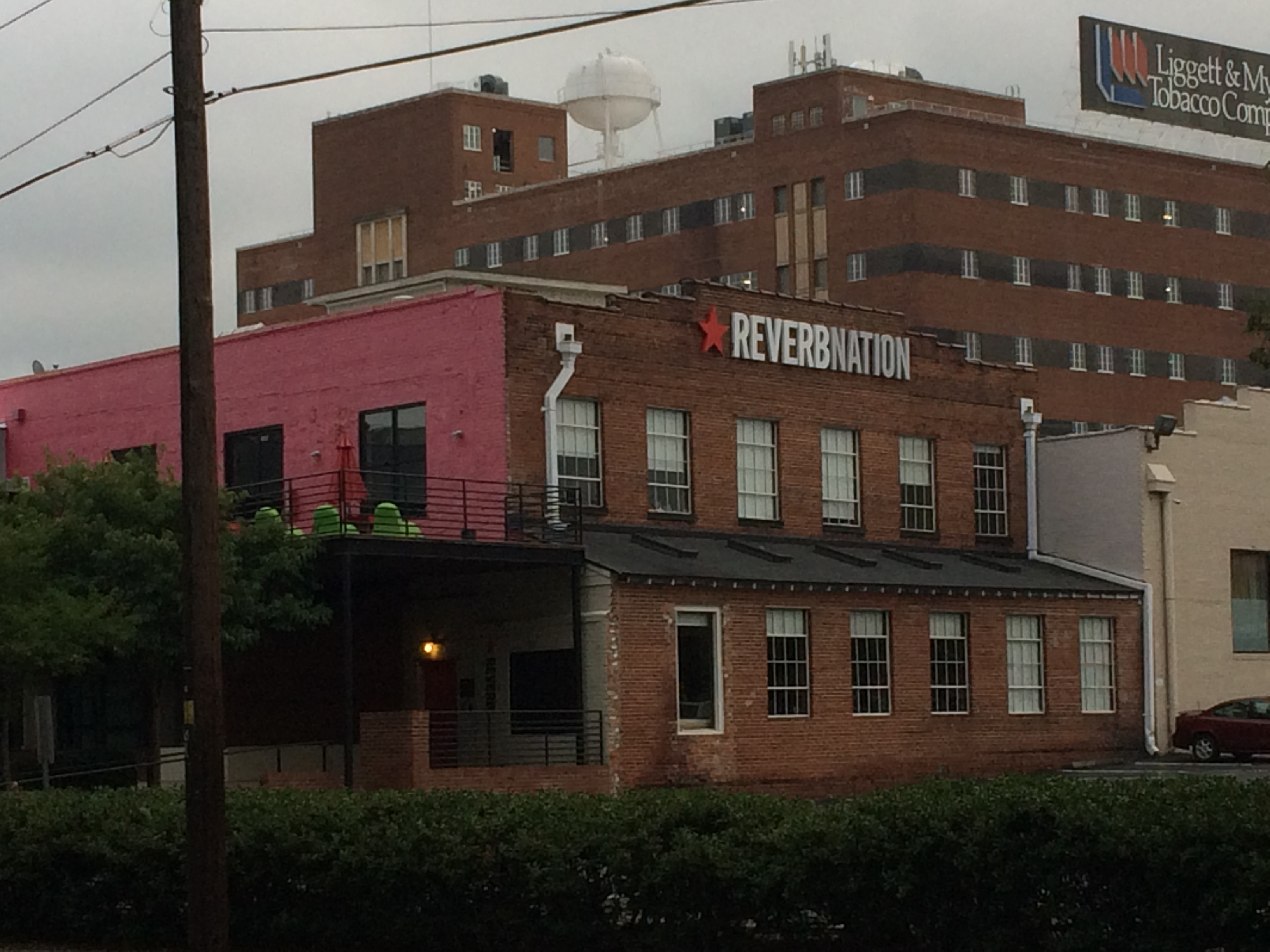
ReverbNation in Durham, North Carolina (2016)

ReverbNation ist eine US-amerikanische Webpräsenz für Musiker, Bands und Labels jeglicher Art. Die Website wurde erstmals am 31. Oktober 2006 in Betrieb genommen. Eigentümer der Homepage ist eMinor. ReverbNation ist ähnlich wie MySpace, wo man sich kostenlos registrieren und mit anderen Usern bzw. mit Bands chatten kann. ReverbNation ist an kein Major-Label gebunden, sodass auch Bands ohne Plattenvertrag registriert sind. Sitz des Web-Unternehmens ist New York.

## Innovationen
Die Website benutzt Widgets, die es den angemeldeten Usern ermöglichen Musik von ihren Lieblingsbands auf anderen Sites sichtbar zu machen, die mit ReverbNation unter Vertrag stehen. Dieses TuneWidget ist, wie andere Widget-Services der Website, kostenlos. Bands werden nach ihren Genres geordnet und der Erfolg gemessen. Für jedes Genre gibt es spezielle ReverbNation Charts. Dieses Feature nennt sich Band Equity. Jason Lekberg bezeichnete 2008 als Digital Marketing Manager von Epic Records das TuneWidget als „Muss“ für alle Künstler viraler Kampagnen. Mehr als 650.000 Bands und Musiker sind auf der Website gelistet.

## Weiteres
2007 war die Band Rehab Headliner der ReverbNation Summer 2007 Tour. Judas Priest veröffentlichte auf der Website eine Vorversion eines Songs von deren neuen Album. Im Onlineshop von ReverbNation werden T-Shirts, CDs und Downloads von registrierten Bands angeboten.
Im September 2015 wurde bekannt, dass das Unternehmen bereits 1½ Jahre zuvor Opfer eines Cyber-Angriffes und Mitgliedsdaten von über 3,8 Millionen Nutzern entwendet wurden.

## Betreiber
- Lou Plaia (Artist Development)
- Zeno Gill (Art Director)
- Steve Jernigen (Technischer Dienst)
- Robert Hubbert (Chief Technology Officer)
- Jed Carlson (Chief Operating Officer)
- Mike Doernberg (Chief Executive Officer)

## Musiker und Bands
Hypnogaja, As Blood Runs Black, Your Favorite Enemies, As Tall as Lions, Sunset Black, Judas Priest, Manowar, Blue October, Eminem, Public Enemy, Rihanna, The Murder of My Sweet, Tech N9ne, Heyzy, Hopsin, Rick Ross, P. Diddy (Sean Combs), The Crüxshadows, The New Black,  Bonfire, Schandmaul, KrawallBrüder, Betontod, Scorpions, Betontod, Sovereign